# Jochen K. Roos
Jochen Kurt Roos (* 31. Mai 1990 in Offenbach am Main) ist ein deutscher Politiker (AfD). Er ist seit 2023 Abgeordneter des Hessischen Landtages.

## Ausbildung und Beruf
Roos war von 2008 bis 2017 im Marketing tätig. Von 2010 bis 2012 leistete er seinen Wehrdienst ab. Von 2017 bis 2023 war er als persönlicher Referent des hessischen Bundestagsabgeordneten Jan Nolte tätig.

## Politische Laufbahn
Roos ist seit 2015 Mitglied der AfD. 2016 wurde er zum stellvertretenden Vorsitzenden der Junge Alternative Hessen gewählt. Ebenso gehört er seit 2016 dem Kreistag im Landkreis Offenbach an. Roos wurde bei der Hessischen Kommunalwahl 2021 in seiner Heimatgemeinde Rödermark zum Stadtverordneten gewählt, war aber bei Sitzungen meist abwesend. Er ist ferner Ortsverbandsvorsitzender der AfD Rödermark und seit 2022 stellvertretender Kreisverbandsvorsitzender der AfD im Kreis Offenbach.
Im Juni 2024 wurde Roos auf dem Landeskongress in Bad Homburg zum Landesvorsitzenden der Jungen Alternative Hessen gewählt.

## Politische Positionen
Roos bezeichnete sich selbst als Fan von Donald Trump und Verfechter einer deutschen Leitkultur. Eine Rede von Alexander Gauland, der eine Neubewertung der Taten deutscher Soldaten in beiden Weltkriegen gefordert hatte, bezeichnete Roos als „Balsam auf die deutschnationale Seele, die bereits seit Jahrzehnten durch die BRD-Institutionen geschändet wurde“. Er bezweifelt, dass Klimaveränderungen überwiegend menschengemacht sind.

## Privates
Roos ist verheiratet und zweifacher Familienvater.